# Torbjörn Köhler
Torbjörn Köhler, född 24 mars 1952, är en svensk före detta professionell ishockeyspelare (forward).

## Klubbar i karriären
- Luleå HF
- Grums IK
- IFK Luleå